# Roque de Montpellier
Roque de Montpellier (c. 1295 – 1327) é um santo da Igreja Católica, protetor contra a peste e padroeiro dos inválidos, cirurgiões, e dos cães. É também considerado por algumas comunidades católicas como protetor do gado contra doenças contagiosas. A sua popularidade, devido à intercessão contra a peste, é grande sendo padroeiro de múltiplas comunidades em todo o mundo católico e padroeiro de diversas profissões ligadas à medicina, santo protetor contra a peste, padroeiro dos inválidos, ao tratamento de animais e dos seus produtos e dos cães. A sua festa celebra-se a 16 de agosto.

## Biografia

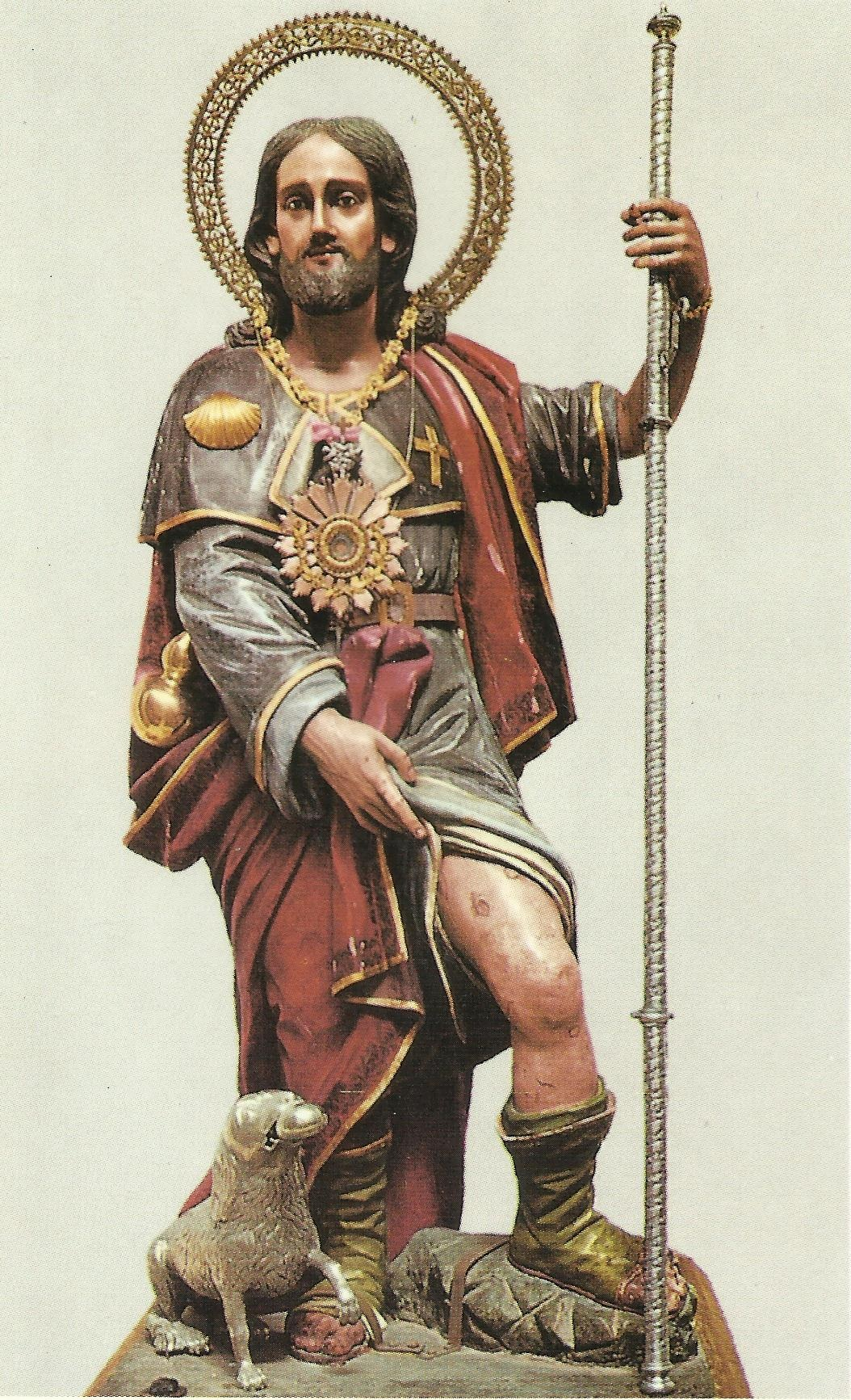
Roque de Montpellier, Palmi

Não existem grandes certezas sobre a vida de São Roque, permanecendo a maior partes dos seus dados biográficos envolvidos em mistério. Até o seu verdadeiro nome é desconhecido, já que Roch (aportuguesado para Roque) seria o seu nome de família e não o nome de batismo (está documentada a existência no século XII de uma família com aquele apelido na cidade).
Embora haja considerável variação nas datas apontadas para o seu nascimento e morte (consoante os hagiógrafos, a data de nascimento varia de 1295 a 1350; a da morte de 1327 a 1390), Roque teria nascido em Montpellier, França, por volta de 1350, e falecido na mesma cidade em 1379 (embora outra versão da sua biografia o dê como morto naquele mesmo ano, mas na Lombardia). Sabe-se contudo que teria falecido jovem.
Era filho de um mercador rico, de nome João, que teria funções governativas na cidade, e de sua mulher Libéria. Estava ligada a famílias importantes de Montpellier, sendo herdeiro de considerável fortuna.
Diz a lenda que Roque teria nascido com um sinal em forma de cruz avermelhada na pele do peito, o que o predestinaria à santidade. Roque teria ficado órfão de pai e mãe muito jovem, sendo a sua educação confiada a um tio. Teria estudado medicina na sua cidade natal, não concluindo os estudos.
Levando desde muito cedo uma vida ascética e praticando a caridade para com os menos afortunados, ao atingir a maioridade, por volta dos 20 anos, resolveu distribuir todos os seus bens aos pobres, deixando uma pequena parte confiada ao tio, partindo de seguida em peregrinação a Roma.
No decorrer da viagem, ao chegar à cidade de Acquapendente, próxima de Viterbo, encontrou-a assediada pela peste (aparentemente a grande epidemia da Peste Negra de 1348). De imediato ofereceu-se como voluntário na assistência aos doentes, operando as primeiras curas milagrosas, usando apenas um bisturi e o sinal da cruz. Em seguida visitou Cesena e outras cidades vizinhas, Mântua, Modena, Parma, e muitas outras cidades e aldeias. Onde surgia um foco de peste, lá estava Roque ajudando e curando os doentes, revelando-se cada vez mais como místico e taumaturgo.
Depois de visitar Roma (período que alguns biógrafos situam de 1368 a 1371), onde rezava diariamente sobre o túmulo de São Pedro e onde também curou vítimas da peste, na viagem de volta para Montpellier, ao chegar a Piacenza, foi ele próprio contagiado pela doença, o que o impediu de prosseguir a sua obra de assistência. Para não contagiar alguém, isolou-se na floresta próxima daquela cidade, onde, diz a lenda, teria morrido de fome se um cão não lhe trouxesse diariamente um pão e se da terra não tivesse nascido uma fonte de água com a qual matava a sede. O cão pertenceria a um homem rico, de nome Gottardo Palastrelli, que apercebendo-se miraculosamente da presença de Roque, o teria ajudado, sendo por ele convertido a emendar a sua má vida.
Miraculosamente curado, regressou a Montpellier, mas logo foi preso e levado diante do governador, que alguns biógrafos afirmam seria um tio materno seu, que declarou não o conhecer. Roque foi considerado um espião e passou alguns anos numa prisão (alguns biógrafos dizem ter sido 5 anos) até morrer, abandonado e esquecido por todos, só sendo reconhecido depois de morto, pela cruz que tinha marcada no peito.
Uma versão alternativa situa o local da prisão em Angera, próximo do Lago Maggiore, afirmando que teria sido mandado prender pelo duque de Milão sob a acusação de ser espião a soldo do Papa. Não se podendo livrar da acusação de espionagem (ou de disseminar a peste), morreu prisioneiro naquela cidade (diz-se que em 1379).
Embora não haja consenso sobre o local do evento, parece certo que ele morreu na prisão, depois de um largo período de encarceramento.
Descoberta a cruz no peito, a fama da sua santidade rapidamente se espalhou por todo o sul de França e pelo norte da Itália, sendo-lhe atribuídos numerosos milagres. Passou a ser invocado em casos de epidemia, popularizando-se como o protector contra a peste e a pestilência. O primeiro milagre póstumo que lhe é atribuído foi a cura do seu carcereiro, que se chamaria Justino e coxeava. Ao tocar com a perna no corpo de Roque, para verificar se estaria realmente morto, a perna ficou milagrosamente curada.
Embora sem provas que o consubstanciem, afirma-se que Roque teria pertencido à Ordem Terceira de São Francisco.

## Canonização e culto

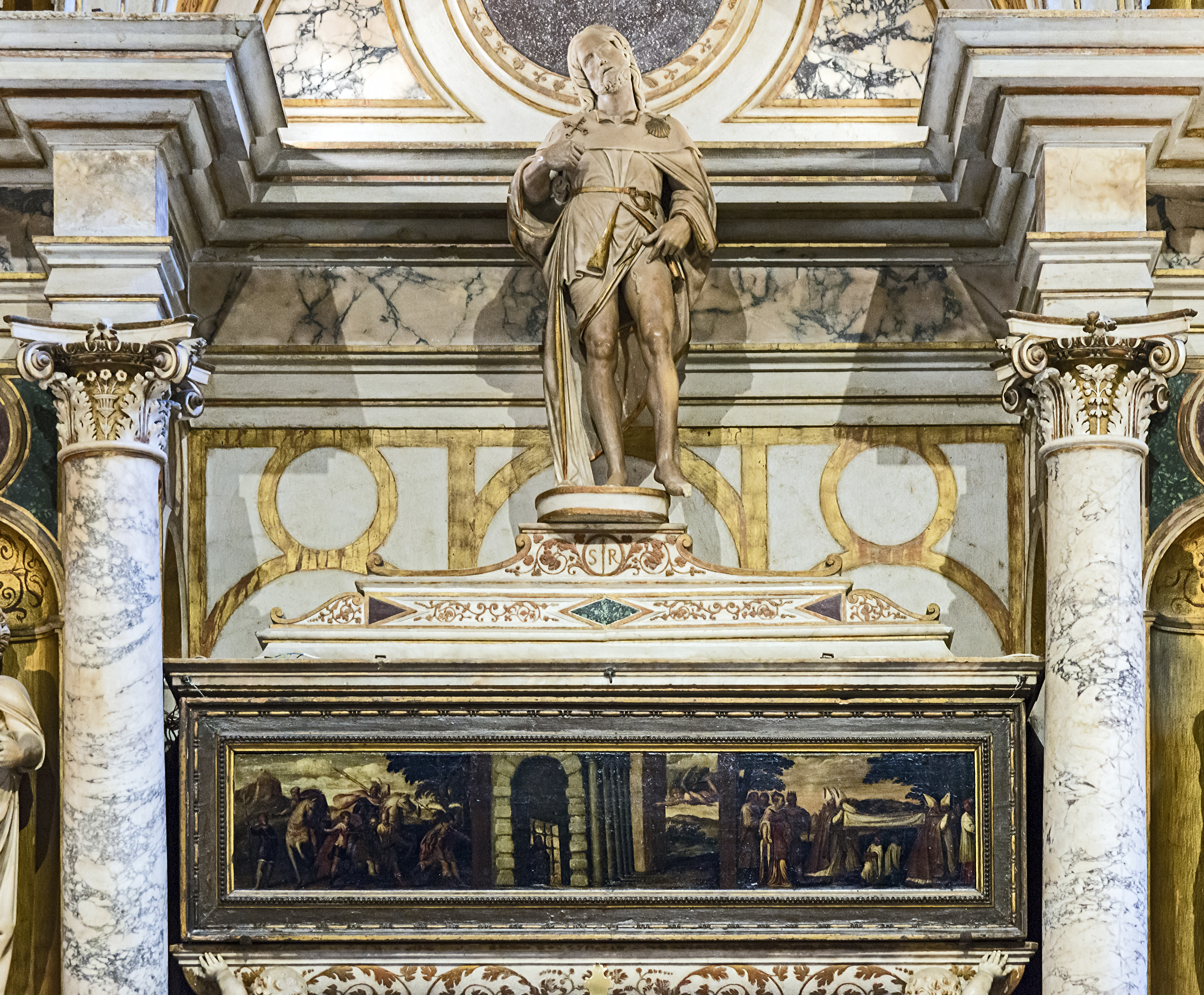
Tumba de São Roque em Veneza

Não se conhece a data da canonização, a qual terá sido por devoção popular e não por decisão eclesiástica, como aliás era comum na época. A primeira decisão oficial da Igreja sobre o culto a São Roque aconteceu em 1414, quando no decurso do Concílio de Constança se declarou uma epidemia de peste. Levados pela fé popular em São Roque, os padres conciliares ordenaram preces e procissões em sua honra, tendo de imediato o contágio cessado.
O papa Urbano VIII aprovou os ofícios eclesiásticos para serem recitados a 16 de agosto, dia da sua festa.
O papa Paulo III erigiu uma confraria, sob a invocação de São Roque, para administrar a igreja e o hospital erigidos em Roma durante o pontificado de Alexandre VI. A confraria cresceu rapidamente, de tal forma que o papa Paulo IV a elevou a arquiconfraria, como a faculdade de agregar outras confrarias da mesma invocação que tinham surgido noutras cidades. A confraria tinha um cardeal protector (ver Reg. et Const. Societatis S. Rochi). Vário papas concederam privilégios a esta confraria, nomeadamente Pio IV (1561), Gregório XIII (1577) e Gregório XIV (1591).
O culto a São Roque, que tinha declinado durante o século XVI reavivou-se com a aprovação papal da respectiva confraria, tendo surgido igrejas dedicadas ao santo em todas as capitais católicas, recrudescendo a devoção sempre que surgiam epidemias. O último grande ressurgimento ocorreu com a cólera nos princípios do século XIX.
Diz-se que as suas relíquias foram transportadas para Veneza em 1485, sendo aqui objeto de grande veneração. A magnificente igreja seiscentista que as alberga, a chiesa di San Rocco, ao lado da magnífica Scuola Grande di San Rocco, foram ambas decoradas por Tintoretto. A cidade dedica-lhe uma festa anual (uma das obras primas de Canaletto retrata a saída da procissão de São Roque em Veneza).
É sincretizado nas religiões afro-brasileiras com o orixá Omulu juntamente com São Lázaro.

## Iconografia
São Roque é geralmente representado em trajes de peregrino, por vezes com a vieira típica dos peregrinos de Santiago de Compostela, e com um longo bordão do qual pende uma cabaça. Um dos joelhos é geralmente mostrado desnudado a perna, sendo aí visível uma ferida (bubão da peste). Por vezes é acompanhado por um cão, que aparece a seu lado trazendo-lhe na boca um pão.
No livro «a Caminho de Santiago, roteiro do peregrino», do Conde de Almada, em janeiro de 2000, na página 91, chama a atenção que curiosamente a lâmina do "O Louco", do Tarô de Marselha, se identifica muito com ele, pelo ar de viajante, pelo bordão e o cão que lhe sobe a perna.

## Celebrações de São Roque em todo o mundo
- A Palmi, Itália, 16 de agosto é feita a "festa de San Rocco". Existem inúmeras tradições. Durante a procissão da estátua pelas ruas, alguns fiéis vestindo participar de ofertas votivas, despido da cintura para cima, uma capa de espinhos de vassoura selvagem (chamados de "spalas"). A procissão dura quatro horas e meia e abrange sete quilômetros de estrada, com uma participação de cerca de 30 mil devotos. Outra forma de oferenda é cera, humano anatômica, como um sinal de gratidão por uma cura milagrosa. Nos dias do festival correr pelas ruas ao ritmo de tambores, dois gigantes de papelão chamado de "Mata" e "Grifone".
- A São Roque, (São Roque SP) - Brasil Foi fundada na segunda metade do século XVII pelo bandeirante Pedro Vaz de Barros - mais conhecido como Vaz-Guaçu - a cidade surgiu de uma enorme fazenda e uma capela por ele erigida no local. A capela - então localizada onde hoje é a Praça da Matriz de São Roque (SP). As Festas de Agosto dedicadas ao Santo São Roque iniciam-se no primeiro domingo de agosto com a entrada dos carros de lenha e a festa vai até o dia 16 de agosto com uma monumental Festa de Agosto de São Roque (SP), dedicada ao Santo São Roque. Referida procissão parte da Igreja Matriz e percorre as ruas de São Roque e o andor é acompanhado por milhares de peregrinos.[4]